# Amelibaea tultschensis
Amelibaea tultschensis là một loài ruồi trong họ Tachinidae.